# Линейное (Ялта)
Лине́йное (укр. Лінійне, крымскотат. Lineynoye, Линейное) — посёлок на южном берегу Крыма. Входит в городской округ Ялта (согласно административно-территориальному делению Украины — в Гурзуфский поселковый совет Ялтинского горсовета).
На 2020 год в Линейном числится 3 улицы: Шоссейная, Южнобережное шоссе и улица без названия; на 2009 год, по данным поссовета, посёлок занимало площадь 3,8 гектара на которой в 10 дворах проживало 18 человек.

## География
Расположен в 13 км на северо-восток от Ялты, юго-западней Гурзуфа, на троллейбусной трассе 35А-002 Симферополь — Ялта (по украинской классификации — М-18), высота центра села над уровнем моря 216 м.

## Население
| 2001 | 2014 | 2016 |
| ---- | ---- | ---- |
| 31   | ↘30  | →30  |

## История
Первое документальное упоминание селения встречается в «Справочнике административно-территориального деления Крымской области на 15 июня 1960 года», согласно которому посёлок уже числился в составе Гурзуфского поссовета, в котором пребывает всю дальнейшую историю. С 12 февраля 1991 года селение в составе восстановленной Крымской АССР, 26 февраля 1992 года переименованной в Автономную Республику Крым. С 21 марта 2014 года в составе Крыма  Россия, с 5 июня 2014 года — в Городском округе Ялта.